# کریستوفر دنینگر
کریستوفر دنینگر (Christopher Deninger) (متولد ۸ آوریل ۱۹۵۸) یک ریاضی‌دان آلمانی در دانشگاه مونستر است. وی در تحقیقات خود بر هندسه حسابی، شامل کاربردهای توابع L متمرکز است.

## حرفه
در سال ۱۹۸۲ دنینگر دکترای خود را زیر نظر کرت مایر از دانشگاه کلن دریافت کرد. وی در سال ۱۹۹۲، پاداش گوتفرید ویلهلم لایب نیتس را به‌طور اشتراکی با مایکل راپوپورت، پیتر اشنایدر و توماس زینک برنده شد. دنینگر در سال ۱۹۹۸ سخنران عمومی در کنگره بین‌المللی ریاضی‌دانان در برلین بود. وی در سال ۲۰۱۲ به عضویت انجمن ریاضی آمریکا درآمد.

## آثار ریاضیاتی

### دوگانگی آرتین-وردیه
بین سال‌های ۱۹۸۴ و ۱۹۸۷، دنینگر در مجموعهٔ از مقالات، توسیع‌های دوگانگی آرتین-وردیه را مورد مطالعه قرار داد. به‌طور کلی، دوگانگی آرتین-وردیه که نتیجه نظریه میدان رده‌ای است، یک آنالوگ حسابی از دوگانگی پوانکاره می‌باشد. این دوگانگی برای کوهمولوژی شیف در منیفلد فشرده در نظر گرفته شده‌است. در این راستا، (طیف) حلقه اعداد صحیح در یک میدان عددی با منیفلد سه بُعدی مطابقت دارد. دنینگر (۱۹۸۴) به دنبال کار مازور، دوگانگی آرتین-وردیه را به میدان‌های توابع توسعه داد. دنینگر بعدتر نتایج حاصل را به زمینه‌های مختلف مانند شیف‌های غیر-تابدار (۱۹۸۶)، سطوح حسابی (۱۹۸۷) و همچنین میدان‌های موضعی با ابعاد بالاتر (با وینگبرگ، ۱۹۸۶) تعمیم داد. ظهور مجتمع‌های موتیویک بلوخ که در مقاله‌های بعدی مورد توجه قرار گرفتند، بر کار چندین نویسنده از جمله گیسر (۲۰۱۰) تأثیر گذاشت. گیسر از مجتمع‌های بلوخ به عنوان مجتمع‌های دوگانه‌ساز نسبت به اسکیم‌هایی با ابعاد بالاتر یاد نمود.(Geisser 2010)